# Обнорское
Обнорское — деревня в Любимском районе Ярославской области.
С точки зрения административно-территориального устройства входит в состав Пигалевского сельского округа. С точки зрения муниципального устройства входит в состав Ермаковского сельского поселения.

## История
Близ деревни на Георгиевском погосте была каменная церковь, построенная в 1829 году на средства прихожан. Церковь разделена на летнюю и зимнюю. В зимней церкви — престол во имя Федоровской иконы Божией Матери, в летней — во имя Святого Великомученика Георгия Победоносца. 
В конце XIX — начале XX века деревня входила в состав Заобнорской волости Любимского уезда Ярославской губернии.
С 1929 года село входило в состав Пигалевского сельсовета Любимского района, с 2005 года — в составе Ермаковского сельского поселения.

## Население
| 1859 | 1914 | 2002 | 2007 | 2010 |
| ---- | ---- | ---- | ---- | ---- |
| 374  | ↗513 | ↘94  | ↘92  | ↘77  |

## Достопримечательности
В деревне расположена недействующая Церковь Георгия Победоносца (1829).